# منطقه کشتار ۲
اس پی ال ۲: زمانی برای پیامدها (به انگلیسی: SPL II: A Time for Consequences) (همچنین شناخته شده با عنوان منطقه کشتار ۲) یک فیلم سینمایی هنگ کنگی در ژانر اکشن و رزمی محصول سال ۲۰۱۵ به کارگردانی چانگ پو سوئی و به تهیه کنندگی ویلسون ییپ و پاکو وون است.
بازیگران اصلی این فیلم تونی جا، وو جینگ، سیمون یام و ژان جین و لوئیس کو هستند. این فیلم در تاریخ ۱۸ ژوئن ۲۰۱۵ در قالب‌های فیلم سه‌بعدی و غیر سه بعدی اکران شد.

## خلاصه داستان
هنگامی که مأموریت یک پلیس مخفی به نام کیت، برای دستگیری مغز متفکر یک گروه خلافکار با مشکل مواجه می‌شود و عملیات متوقف می‌گردد، او خود را ناپدید می‌کند تا از دسترس خارج شود. اما عمویش واه به جستجوی او می‌پردازد و درمی یابد که کیت به تایلند رفته‌است تا …

## تولید
هزینه ساخت این فیلم با بودجه ۲۳ میلیون دلاری بود، فیلمبرداری از اول مه ۲۰۱۴ آغاز شد و در ۶ سپتامبر ۲۰۱۴ به پایان رسید.
اولین تریلر در ۲۳ مارس ۲۰۱۵ منتشر شد. این فیلم در هنگ کنگ و چین در ۱۸ ژوئن ۲۰۱۵ اکران شد.